# Eco (auteur de bande dessinée)
Pour les articles homonymes, voir Eco.
Eddy Coubeaux dit Eco, né en 1969 à Mons (province de Hainaut), est un auteur de bande dessinée et illustrateur belge.

## Biographie
Eddy Coubeaux naît à Mons en 1969. Il vit son enfance dans une cité où il passe son temps à regarder Casimir et Goldorak à la télévision.
Après des études artistiques et son service militaire dans la marine, il auto-publie en 1993 un fanzine photocopié intitulé Hurk.
En 1994, il cofonde (avec Panik, Jampur Fraize, Fifi, Stéphane Noël et Benjamin Allard) l’association Brain Produk qui édite le fanzine Kollectiv et des petits albums ; il y publie sous le pseudonyme d’Eco son premier livre : En attendant... Goldo...  en 1997. Par la suite, il participe à plusieurs revues et fanzines tels que Le Phacochère, Ogoun, Rêve-en-Bulles, Stereoscomics, PLG, Kocliko et Patate douce.
En 2001 sort l’album sans texte Love Story aux éditions Paquet. Il enchaîne chez le même éditeur avec la trilogie Tommy Egg, l’histoire d’un jeune aventurier à la recherche de son oncle marin qui s'échelonne de 2002 à 2004. Puis en 2005, sortie de l’album Fireplug kung fu, un album un peu surréaliste sans texte chez La Boîte à bulles et séjourne au Viêt Nam où il va réaliser 5 comics Sieu Nhan Do, une série de science-fiction sortie en 2007 chez l’éditeur Nha Xuat Ban Tre à Hô-Chi-Minh-Ville. Il illustre des articles et dessine des vignettes humoristiques pour plusieurs magazines et journaux vietnamiens tels que Lang Cuoi, Tuoi Tre Cuoi, Thanh Dat.
En 2005 sort chez l’éditeur Carabas un roman graphique sur l’amitié au parfum plus social, Pad, scénarisé avec Gary McGlone, puis L'Élite sur un scénario de Rod en 2006 et Stan une chronique qu'il réalise seul en 2007 toujours chez le même éditeur.
Super Croco, un petit livre carré pour enfants, paraît en 2008 dans la collection « Les Petits Chats Carrés » aux éditions Carabas. En 2008, les éditions Les Enfants rouges sortent Waterloo, un roman-bd réalisé avec Patrick Pirlot (Panik), un récit sur trois soldats français perdus à la veille de la bataille de Waterloo.
Un album autobiographique sur son expérience au Viêt Nam, où il réside désormais, sort en 2010 aux Enfants rouges sous le titre Yêu Yêu Saïgon.

## Œuvres
- Love Story[9], Paquet, 2001  (ISBN 2940199469)
- Tommy Egg, Paquet
  1. Le Voyage (2002)[10],[11]  (ISBN 294019968X)
- 2. Portvissen[12], Paquet, Genève, janvier 2003
Scénario, dessin et couleurs : Eco -  (ISBN 2-940199-86-8)
- 3. Zwarte Jack[13], Paquet, Genève, mai 2004
Scénario, dessin et couleurs : Eco -  (ISBN 2-940334-44-7)

- Fire Plug Kung Fu[4], La Boîte à bulles, coll. « Contre - jour », mars 2005
Scénario et dessin : Eco - Couleurs : noir et blanc -  (ISBN 2849530263)
- Pad[6], Carabas, coll. « Alternative », novembre 2005
Scénario : Gary McGlone - Dessin : Eco - Couleurs : noir et blanc -  (ISBN 2351000269)
- 1. Dragoñe - L'Élite[7], Carabas, coll. « Nexus », juin 2006
Scénario : Rod - Dessin : Eco - Couleurs : quadrichromie -  (ISBN 2351000773)
- Stan, Carabas, coll. « Alternative », juin 2007
Scénario et dessin : Eco - Couleurs : noir et blanc -  (ISBN 9782351001967)
- Super Croco, Carabas, coll. « Les Petits Chats Carrés », 7 mai 2008
Scénario, dessin et couleurs : Eco -  (ISBN 9782351004388)
- Waterloo[8], Les Enfants rouges, coll. « Isturiale », Juan-les-Pins, février 2008
Scénario : Patrick Pirlot, Eco - Dessin : Eco - Couleurs : Patrick Pirlot -  (ISBN 9782354190101)
- Yêu Yêu Saïgon, Les Enfants rouges, 2009  (ISBN 9782354190279)

### Collectifs
- Piperón el tostado[14], Brain Produk, 1999
Scénario : collectif - Dessin : collectif dont Eco,Sous titré Un album en hommage au catch et aux albums Panini. Format 21 × 21,5 cm, 32 p.. Co-produit par 9e monde et les éditions Pyramides. À la manière des albums de vignettes à coller, Piperón el tostado conte, sous la plume de Joe Cafard (alias Pierre-Henri de Castel Pouille), la biographie d'un catcheur mexicain aussi mythique qu'improbable et ce malgré l'optimiste du narrateur qui finit sa préface par « D'ailleurs, autour de Mexico, plusieurs automobilistes assurent l'avoir pris en stop ». L'ouvrage ne contient pas les vignettes à coller qui s'achètent en librairie ou s'échangent entre amateurs. Elles sont réalisées par Joe Cafard, Eco, Fifi, Jampur Fraize, Jean Bourguignon et Croc’, Kaze, David Vandermeulen, Picpic et André, Stéphane Noël et José Parrondo[15],[16].